# Xian autonome tujia et miao de Yinjiang
Le xian autonome tujia et miao de Yinjiang (印江土家族苗族自治县 ; pinyin : Yìnjiāng tǔjiāzú miáozú Zìzhìxiàn) est un district administratif de la province du Guizhou en Chine. Il est placé sous la juridiction de la préfecture de Tongren.

## Démographie
La population du district était de 382 887 habitants en 1999.